# عانين
عانين هي إحدى بلدات الضفة الغربية، تقع إلى الغرب من مدينة جنين. تعود تسمية البلدة إلى كلمة عانيم السريانية والتي تعني ينابيع الماءبعد اتفاقية أوسلو عام 1993، وقعت أراضي القرية في المنطقة (C) والتي تعني أن هذه المنطقة تتولى شؤونها الأمنية والإدارية سلطة الاحتلال.

## الجغرافيا
يحدها من الشمال مدينة أم الفحم وقرية الطيبة ومن الجنوب قرى يعبد والعرقة والهاشمية، أما من الشرق فيحدها قرى السيلة الحارثية وتعنك، ومن الغرب فيحدها قرى أم الريحان ويعبد. تبعد عن مدينة جنين17 كم، ويبلغ ارتفاعها عن سطح البحر حوالي 490 متر. تشتهر القرية بهوائها العليل في فصل الصيف والبارد جدا في فصل الشتاء. تعود تسمية البلدة إلى كلمة عانيم السريانية والتي تعني ينابيع الماء.
تقع القرية على خط الهدنة والذي استنزف من أراضيها 3875 دونم، ويمر جدار الفصل العنصري أيضاً على أراضي عانين، من جهتها الغربية إلى الجنوب الغربي بانحراف نحو الجنوب، بذلك يشكل ما يشبه القوس المحيط والمحاصر للقرية من ثلاث جهات.

## السكان
بلغ عدد سكان عانين عام 1922 360 نسمة، وارتفع عددهم في إحصائيات عام 1931 إلى 477 نسمة، وفي عام 1945 بلغ عددهم 590 نسمة، وعام 1987 بلغ عدد سكان عانين 1700 نسمة، بلغ عدد سكان عانين حسب آخر إحصائية حوالي 4216 نسمة
وفيها عدة حمولات منها ياسين، وعيسى، ومحاميد، ومرعي، وعيد، وصبح، وزعرور، ومنصور، وتعود هذه الحمولات لأصل واحد وجد واحد وهو ظرف فديع يمني الأصل، قدم من مدينة تعز اليمنية بعد انهيار سد مأرب، وسكن قرية فارة إحدى قرى إربد قبل أن يسكن قرية عانين ويجلي عنها سكانها الأصليين عرب المساعيد، ومن الحمولات الموجودة أيضاً ملحم وخضور، وغزيل، وعودة، كما يسكن القرية بعض من أهل قرى جنين الأخرى بقصد العمل أو بحكم المصاهرة. وكل سكانها مسلمون.

## الزراعة
تشتهر بلدة عانين بكثرة أشجار الزيتون المزروعة في أراضيها، كما تشتهر بكثرة ينابيع الماء الدائمة إذ يوجد 8 ينابيع عذبة ودائمة وهي عين الزيتونة، وعين الخروبة، وعين فديع، وعين أم الديوك، وعين قمر، وعين زريق، وعين النبعة، وعين الصفرة. وفي القرية معصرتا زيتون حديثتان. 
بعد اقتطاع جزء كبير من أراضيها الزراعية، بات الاعتماد الأساسي حالياً على الوظائف كمصدر أساسي للرزق. فقدت عانين القسم الأكبر من أراضيها الزراعية بعد قرار الهدنة عام 1949، فخربة الشرايع المشهورة بوفرة مياهها العذبة وتربتها الخصيبة كانت تمثل سلة الغذاء الرئيسية للقرية، بينما كانت المساحة الحالية المتبقية من البلدة عبارة عن مراعٍ طبيعية وحقول زيتون والقليل من اللوزيات في حينه، أما المساحة الممتدة بين عانين وخربة الطيبة فكانت أرضاً صالحة لزراعة الحبوب.
قامت سلطات الحتلال الإسرائيلي بمصادرة جزر من أراضي القرية، لصالح مستوطنة جينانيت وهي قرية سكنية أقيمت عام 1979. 

## المؤسسات والخدمات
يوجد في البلدة مسجدان أحدهما يعود إلى ما قبل عام 1930، والثاني بني عام 1997. كما يوجد فيها مدارس أساسية وثانوية للذكور والإناث. وفيها نادٍ رياضي للشباب ومجلس نسوي للاهتمام بشؤون المرأة ومجلس قروي يقوم على خدمة البلدة كما يوجد أيضاً عيادة صحية.
في الستينات من القرن الماضي شهدت البلدة إقبالاً على التعليم، وكانت على وشك جني ثمار جهدها المبذول في هذا الحقل لولا حدوث حرب 1967 وهجرة الشباب المتعلمين إلى الضفة الشرقية، وأصبح مصدر الدخل الرئيسي يعتمد على العمل داخل إسرائيل.

## الاقتصاد
كانت القرية تقع في وسط احراش 16000 دونم، وأصبحت الاستفادة من هذه الأحراش بصنع الفحم مصدر كبير لاقتصاد القرية، وأما موردهم الثاني فيأتيهم عن طريق الزيتون الذي يبلغ مغروسه 1840دونماً .
أدى بناء الجدار الفاصل الذي أقامته إسرائيل عام 2003 إلى فصل البلدة عن مدينة أم الفحم، ما أثر سلباً على اقتصاد البلدة، التي كانت تمثل المعبر الرئيسي لسكان القرى المجاورة إلى ام الفحم، حيث يؤدي ذلك إلى انتعاش الحالة الاقتصادية للبلدة، كما تسبب هذا الجدار في مصادرة الكثير من الأراضي الزراعية الخصبة وحقول الزيتون الأكثر إنتاجاً، ولم يتبق لمربي الماشية أية مساحة من المراعي الطبيعية، ما أدى إلى تناقص قطعان الماشية والأبقار إلى درجة غير مسبوقة، وتسبب منع المزارعين بعد ذلك من الوصول إلى أراضيهم إلا بتصاريح خاصة لا يمنحها الاحتلال عادة إلا لغير القادرين على العمل بالأرض، وعدم تمكنهم من العناية بها إلى تراجع الإنتاج إلى درجة الصفر تقريباً، ومن المعلوم أن الزيتون يحتاج إلى الحراثة الدائمة قبل موسم الأمطار وفي فصل الربيع، والشجرة بحاجة إلى التقليم المستمر، لأن الثمار لا تنبت إلا على الاغصان الجديدة كما هو معلوم.
من الجدير بالذكر أن الأوضاع الاقتصادية الصعبة، وخاصة بعد بناء جدار الفصل، دفعت معظم شباب القرية إلى الإتجاه إلى التعليم الأكاديمي، ويُذكر أن ما يقارب 80% من شباب القرية يلتحقون بمؤسسات أكاديمية بعد إنهاء الصف الثاني عشر مباشرة.